# Aedes filicis
Aedes filicis är en tvåvingeart som beskrevs av Ingram och Meillon 1927. Aedes filicis ingår i släktet Aedes och familjen stickmyggor. Inga underarter finns listade i Catalogue of Life.